# Hütte (Solingen)
Hütte ist eine Ortslage im äußersten Südwesten der bergischen Großstadt Solingen.  

## Lage und Beschreibung
Der Ort befindet sich im südwestlichsten Bereich des Solinger Stadtgebietes im Stadtteil Aufderhöhe. Er liegt entlang der Landesstraße 288, der Opladener Straße, zwischen Rupelrath und Ziegwebersberg unmittelbar vor der Stadtgrenze zu Leichlingen. Die zu dem Ort gehörenden Gebäude befinden sich etwa in Höhe der Einmündung der Straße Linde, die zum gleichnamigen Hof führt. Unter diesen Gebäuden befinden sind noch einzelne verschieferte Fachwerkhäuser des Bergischen Stils.
Benachbarte Ortslagen sind bzw. waren: Holzkamp, Rupelrath, Gosse, Horn, Wachssack und Linde auf Solinger Stadtgebiet, Müllerhof, Bungenstraße und Ziegwebersberg auf Leichlinger Stadtgebiet sowie Gravenberg auf Langenfelder Stadtgebiet.

## Geschichte
Hütte ist seit dem 18. Jahrhundert nachweisbar, der Ort entstand an der sogenannten Sandstraße, einer Altstraße von Aufderhöhe nach Opladen, der heute als Opladener Straße bezeichneten Landesstraße 288. Über diese Altstraße, ab Aufderhöhe weiter verlängert um die Löhdorfer bzw. Mangenberger Straße, verlief in früheren Zeiten der mittelalterliche Warenverkehr zwischen Solingen und der Handelsstadt Köln.
Im Jahre 1715 ist der Ort in der Karte Topographia Ducatus Montani, Blatt Amt Solingen, von Erich Philipp Ploennies mit einer Hofstelle verzeichnet und als Hütt benannt. Der Ort wurde in den Registern der Honschaft Ruppelrath innerhalb des Amtes Solingen geführt. Die Topographische Aufnahme der Rheinlande von 1824 verzeichnet den Ort als Hütten, die Preußische Uraufnahme von 1844 verzeichnet ihn als Hütte. In der Topographischen Karte des Regierungsbezirks Düsseldorf von 1871 ist der Ort hingegen nicht verzeichnet.
Nach Gründung der Mairien und späteren Bürgermeistereien Anfang des 19. Jahrhunderts gehörte Hütte zur Bürgermeisterei Höhscheid, die 1856 zur Stadt erhoben wurde.
1815/16 lebten sieben, im Jahr 1830 ebenfalls sieben Menschen im als einzelnes Haus bezeichneten Wohnplatz. 1832 war der Ort unter den Namen Hütten weiterhin Teil der Honschaft Ruppelrath innerhalb der Bürgermeisterei Höhscheid, dort lag er in der Flur VIII. Reinoldi Capelle. Der nach der Statistik und Topographie des Regierungsbezirks Düsseldorf als Hofstadt kategorisierte Ort besaß zu dieser Zeit zwei Wohnhäuser und zwei landwirtschaftliche Gebäude. Zu dieser Zeit lebten acht Einwohner im Ort, allesamt evangelischen Bekenntnisses. Die Gemeinde- und Gutbezirksstatistik der Rheinprovinz führt den Ort an der Linde 1871 mit zwei Wohnhäuser und 13 Einwohnern auf. Im Gemeindelexikon für die Provinz Rheinland von 1888 werden zwei Wohnhäuser mit 14 Einwohnern angegeben. 1895 besitzt der Ortsteil zwei Wohnhäuser mit 17 Einwohnern und gehörte zum evangelischen Kirchspiel Rupelrath, 1905 zählt der Ort vier Wohnhäuser mit acht Einwohnern.
Mit der Städtevereinigung zu Groß-Solingen im Jahre 1929 wurde Hütte ein Ortsteil Solingens. Auf topographischen Karten sowie in amtlichen Stadtplänen ist der Ort zuletzt in den 1950er Jahren namentlich mit Hütte bezeichnet, danach verschwand die Ortsbezeichnung von den Kartenwerken, im Gegensatz zu Linde fand sie auch keinen Niederschlag in einem Straßennamen. Die Ortsbezeichnung Hütte ist daher heute nicht mehr gebräuchlich, landläufig wird die Bezeichnung Rupelrath für das gesamte Gebiet zwischen Landwehr und der östlich liegenden Wupper verwendet.